# Mārtiņš Brauns

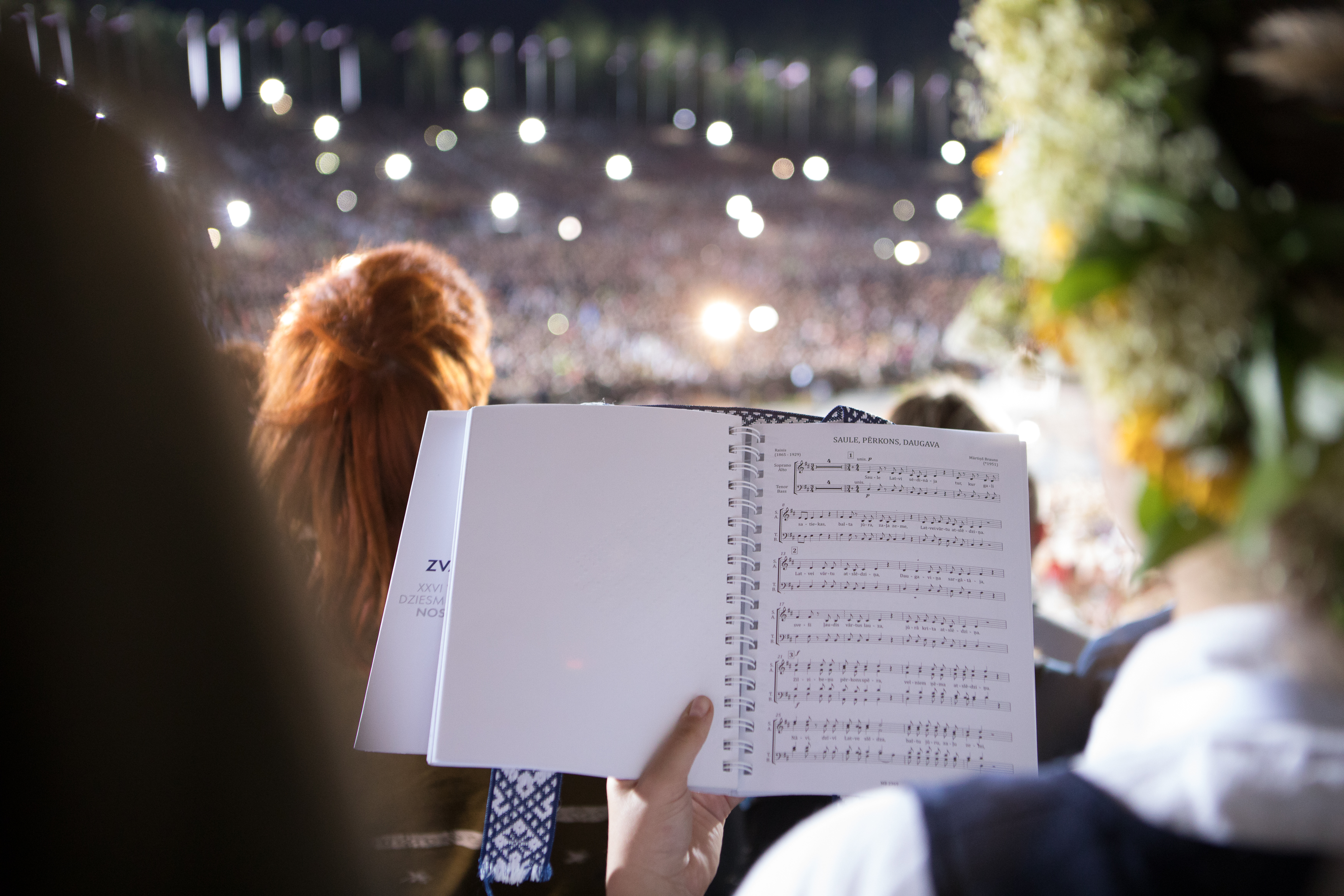
Interpretació de Saule, Pērkons, Daugava al XXVIè Festival Nacional de Cançó i Dansa letona.

Mārtiņš Brauns (Riga, 17 de setembre de 1951 – 24 de novembre de 2021) fou un compositor i músic letó. És especialment conegut per l'obra coral Saule, Pērkons, Daugava (El sol, el tro, el Daugava), basat en un text de Rainis i que es canta al Festival Nacional de Cançó i Dansa letona. Aquesta peça va esdevenir un himne en la lluita per a la independència letona. La seva música fou adaptada al català com Ara és l'hora, amb lletra d'un poema de Miquel Martí i Pol.
Brauns va estudiar veu i piano a l'escola de música Emīls Dārziņš de 1958 a 1970. Quan va canviar la veu, va passar a estudiar direcció de cors. Després va estudiar a l'Acadèmia Letona de Música Jāzeps Vītols de 1970 a 1976, i es graduà en composició tenint com a professor Ādolfs Skulte.
Entre 1978 i 1986, fou el líder del grup de rock Sīpoli, com a compositor i pianista; després fou director de diversos cors i director de música del Teatre Nacional de Letònia. Va compondre moltes peces per a obres de teatre, pel·lícules i publicitat. Des de 1986 fins a la seva mort va ser membre de la Unió de Cineastes de Letònia.
Va rebre set cops el premi Lielais Kristaps al millor compositor de música per a pel·lícules letó. El 2001, Brauns va rebre el premi del Ministeri de Cultura letó per l'àlbum Sapnis par Rīgu (El somni de Riga).
A Catalunya, el juny de 2017, va rebre el premi especial de la federació d'editors de revistes en català en l'àmbit cultural, per la cessió dels drets de la seva canço Saule, Pērkons, Daugava per tal que se'n fes una versió en català, premi que li va lliurar la llavors presidenta del Parlament de Catalunya Carme Forcadell. El 2018, Brauns va ser nomenat Oficial de l'Orde de les Tres Estrelles, l'orde més alt per a civils a Letònia.
In 2019, va rebre el premi "Micròfon daurat" per a tota la seva trajectòria en els premis anuals de música de Letònia.